# Der Barbierjunge von Segringen
 Der Barbierjunge von Segringen  ist eine Kalendergeschichte von Johann Peter Hebel, die er im Jahre 1808 für den Rheinländischen Hausfreund schrieb und zudem 1811 im Schatzkästlein des rheinischen Hausfreundes veröffentlichte. Sie erzählt von einem Soldaten, der lernt, dass man niemandem drohen sollte, da die Drohung sonst auf einen selbst zurückfallen könnte.

## Inhalt
Eines Tages kommt ein Soldat in ein Wirtshaus zu Segringen und verlangt einen Barbier, der ihm den Bart schneiden solle. Wenn dieser ihn verletze, so werde er getötet werden. Als der Barbier und dessen Geselle aus Furcht die Flucht ergreifen, rasiert der Lehrling des Barbiers dem Mann den Bart, weil er auf den versprochenen Lohn hofft.
Nachdem der Lehrjunge ihn rasiert hat, ohne ihn zu schneiden, fragt der Mann ihn, warum er keine Angst gehabt habe. Der Lehrjunge antwortet, er hätte ihn doch zuerst umgebracht. Seitdem sagt der Soldat nie mehr zu jemandem, dass er ihn gegebenenfalls töten werde.

## Deutung
Die Kalendergeschichte kann als David‑und‑Goliath‑Geschichte gelesen werden, in der sich der vermeintlich Unterlegene am Ende überraschend als der Überlegene erweist. Der Offizier, scheinbar ein Mann der Tat, erscheint als miles gloriosus, der durch den unbekümmerten Lehrjungen von seiner Prahlerei befreit werden muss. Lothar Wittmann betont in seiner Interpretation dementsprechend „die Dialektik von Wort und Tat“. Er sieht in der widersprüchlichen Figur des Barbierjungen einen Vertreter der ratio, in der die aufklärerische Tugend der Vernunft mit „jugendlichem Wagemut“ gepaart wird.

## Rezeption
Die Kalendergeschichte wurde von Adelbert von Chamisso in seiner Ballade Der rechte Barbier von 1833 dichterisch verarbeitet.

## Ausgaben
- Johann Peter Hebel: Schatzkästlein des rheinischen Hausfreundes. Kritische Gesamtausgabe mit den Kalender-Holzschnitten. Hrsg. von Winfried Theiss. Stuttgart: Reclam 1981 (Universal-Bibliothek 142), ISBN 978-3-15-000142-4.
- Johann Peter Hebel: Die Kalendergeschichten. Sämtliche Erzählungen aus dem Rheinländischen Hausfreund. Hrsg. von Hannelore Schlaffer und Harald Zils. München: Hanser 1999. ISBN 978-3-446-19752-7.